# 동백정역
동백정역(冬栢亭驛)은  충청남도 서천군 서면 마량리에 위치한 서천화력선의 마지막 역이다. 서천화력발전소 내에 있기 때문에 외부인은 출입할 수 없으나, 해당 발전소는 발전 용량이 1000MW를 넘지 않아 보안시설로 지정된 것은 아니다.
이 역에는 사람이 배치되어 화물열차 입환과 직원 전용 여객취급, 신호취급을 하였다. 2017년 5월 20일 14시경에 마지막 석탄 화차가 반입되었고, 5월 24일 13시 30분경에 마지막 기관차가 도착하여 간단한 종운식을 개최한 후 20일 반입된 공차를 인출, 곧 동백정역을 출발하여 서천화력선의 마지막 운행이 종료되었다.

## 연혁
- 1983년 12월 10일: 간치~동백정 간 서천화력선 개통과 함께 영업 개시[1]
- 2017년 5월 20일: 마지막 석탄화차 반입
- 2017년 5월 24일: 20일에 반입된 공차 인출, 서천화력선 종운식 개최
- 2018년 3월 20일: 서천화력선 폐지[2]